# Montoya
Montoya är en ort i Mexiko.   Den ligger i kommunen El Llano och delstaten Aguascalientes, i den centrala delen av landet, 400 km nordväst om huvudstaden Mexico City. Montoya ligger 2 013 meter över havet och antalet invånare är 613.
Terrängen runt Montoya är platt västerut, men österut är den kuperad. Runt Montoya är det ganska tätbefolkat, med 96 invånare per kvadratkilometer. Närmaste större samhälle är Palo Alto, 4,7 km norr om Montoya. Trakten runt Montoya består i huvudsak av gräsmarker.